# Geher-Länderkampf der Männer 1982 BR Deutschland – Großbritannien – Norwegen – Schweden – USA
| 16. Leichtathletik-Länderkampf mit bundesdeutscher Beteiligung 1982                     | 16. Leichtathletik-Länderkampf mit bundesdeutscher Beteiligung 1982 |
| --------------------------------------------------------------------------------------- | ------------------------------------------------------------------- |
|                                                                                         |                                                                     |
| Geher-Vergleich der Männer: BR Deutschland – Großbritannien – Norwegen – Schweden – USA |                                                                     |
| Austragungsort                                                                          | Bielefeld                                                           |
| Wettbewerbe                                                                             | 2                                                                   |
| Datum                                                                                   | 18. Juli                                                            |
| 1. FRG 2. SWE 3. USA 4. GBR 5. NOR                                                      | 65 P 53 P 50 P 45 P 27 P                                            |
| Chronik                                                                                 |                                                                     |
| ← ITA-FRG-FRA Halbmarathon (F)                                                          | ITA-FRG-FRA-NLD-AUT-SUI00 Straßenlauf (M) →                         |

Im sechzehnten Vergleich des Länderkampfjahres 1982 betraten zum ersten Mal in diesem Jahr die männlichen Geher die Länderkampfbühne. In Bielefeld trafen die Länder Bundesrepublik Deutschland, Großbritannien, Norwegen, Schweden und die USA aufeinander. Es war die erste gemeinsame Begegnung in dieser Konstellation.

## Modus
Wie gewohnt standen zwei Wettbewerbe auf dem Programm, das Straßengehen über 20 und 50 Kilometer. Von den fünf britischen Teilnehmern über fünfzig Kilometer startete einer außer Konkurrenz. Norwegen trat in beiden Wettbewerben mit nur drei Gehern an. Die Punkte wurden folgendermaßen verteilt: 1. Platz: 16 P / 2. Pl.: 14 P / 3. Pl.: 13 P / 4. Pl.: 12 P / …

## Ergebnis
Die Einzelwertung der kürzeren Distanz gewann ein bundesdeutscher Geher. Auf der 50-km-Strecke war eine Schwede vorn. Die Platzierungen der deutschen Vertreter waren mit den Rängen eins, sechs und sieben über zwanzig sowie vier, fünf und neun über fünfzig Kilometer ausreichend, um die Länderkampfwertung mit 65 Punkten für sich zu entscheiden. Schweden folgte mit 53 Punkten auf dem zweiten Platz. Dritter wurden nur drei weitere Punkte zurück die USA. Großbritannien belegte mit 45 Punkten Rang vier vor Norwegen (27 Punkte).

## Legende
Kurze Übersicht zur Bedeutung der Symbolik – so üblicherweise auch in sonstigen Veröffentlichungen verwendet:
| DNF | nicht im Ziel (did not finish) |

## Resultate

### 20-km-Straßengehen
| Platz | Athlet             | Land | Zeit (h) |
| ----- | ------------------ | ---- | -------- |
| 01    | Franz-Josef Weber  | FRG  | 1:24:46  |
| 02    | Steve Barry        | GBR  | 1:25:00  |
| 03    | Jim Heiring        | USA  | 1:25:32  |
| 04    | Ray Sharp          | USA  | 1:28:09  |
| 05    | lan McCombie       | GBR  | 1:28:31  |
| 06    | Wolfgang Wiedemann | FRG  | 1:28:59  |
| 07    | Jürgen Kauer       | FRG  | 1:29:18  |
| 08    | Jan Staaf          | SWE  | 1:31:01  |
| 09    | Philip Vesty       | GBR  | 1:29:10  |
| 10    | Roland Nilsson     | SWE  | 1:29:20  |
| 11    | Per Rasmussen      | SWE  | 1:29:52  |
| 12    | Bengt Simonsen     | SWE  | 1:30:44  |
| 13    | Paul Blagg         | GBR  | 1:32:17  |
| 14    | Mike Morris        | USA  | 1:33:56  |
| 15    | Sam Shick          | USA  | 1:35:09  |
| 16    | T. Tindlund        | NOR  | 1:36:08  |
| 17    | Alfons Schwarz     | FRG  | 1:38:57  |
| 18    | T. Guttulsröd      | NOR  | 1:43:50  |
| DSQ   | T. Strömög         | NOR  |          |

### 50-km-Straßengehen
| Platz | Athlet               | Land | Zeit (h) |
| ----- | -------------------- | ---- | -------- |
| 01    | Bo Gustafsson        | SWE  | 3:53:22  |
| 02    | Marco Evoniuk        | USA  | 4:03:13  |
| 03    | Erling Andersen      | NOR  | 4:03:40  |
| 04    | Karl Degener         | FRG  | 4:04:44  |
| 05    | Jürgen Meyer         | FRG  | 4:05:26  |
| 06    | Stig Elofsson        | SWE  | 4:05:57  |
| 07    | Lars Ove Moen        | NOR  | 4:06:15  |
| 0 8   | Lennart Mether       | SWE  | 4:07:33  |
| 09    | Walter Schwoche      | FRG  | 4:10:16  |
| 10    | Max Sjöholm          | SWE  | 4:18:26  |
| 11    | Murray Lambden       | GBR  | 4:20:51  |
| 12    | Dan O’Connor         | USA  | 4:21:20  |
| 13    | Bob Dobson           | GBR  | 4:21:44  |
| 14    | Horst-Joachim Matern | FRG  | 4:23:36  |
| 15    | Jan Richards         | GBR  | 4:24:26  |
| 16    | Chris Knotts         | USA  | 4:25:24  |
| 17    | Randy Mimm           | USA  | 4:31:03  |
| DNF   | David Jarman         | GBR  |          |
| DNF   | R. Hoffnes           | NOR  |          |
| DNF   | Gordon Vale          | GBR  |          |